# Coprosma tayloriae
Coprosma tayloriae là một loài thực vật có hoa trong họ Thiến thảo. Loài này được A.P.Druce ex G.T.Jane mô tả khoa học đầu tiên năm 2005.